# 貓頭鷹塔

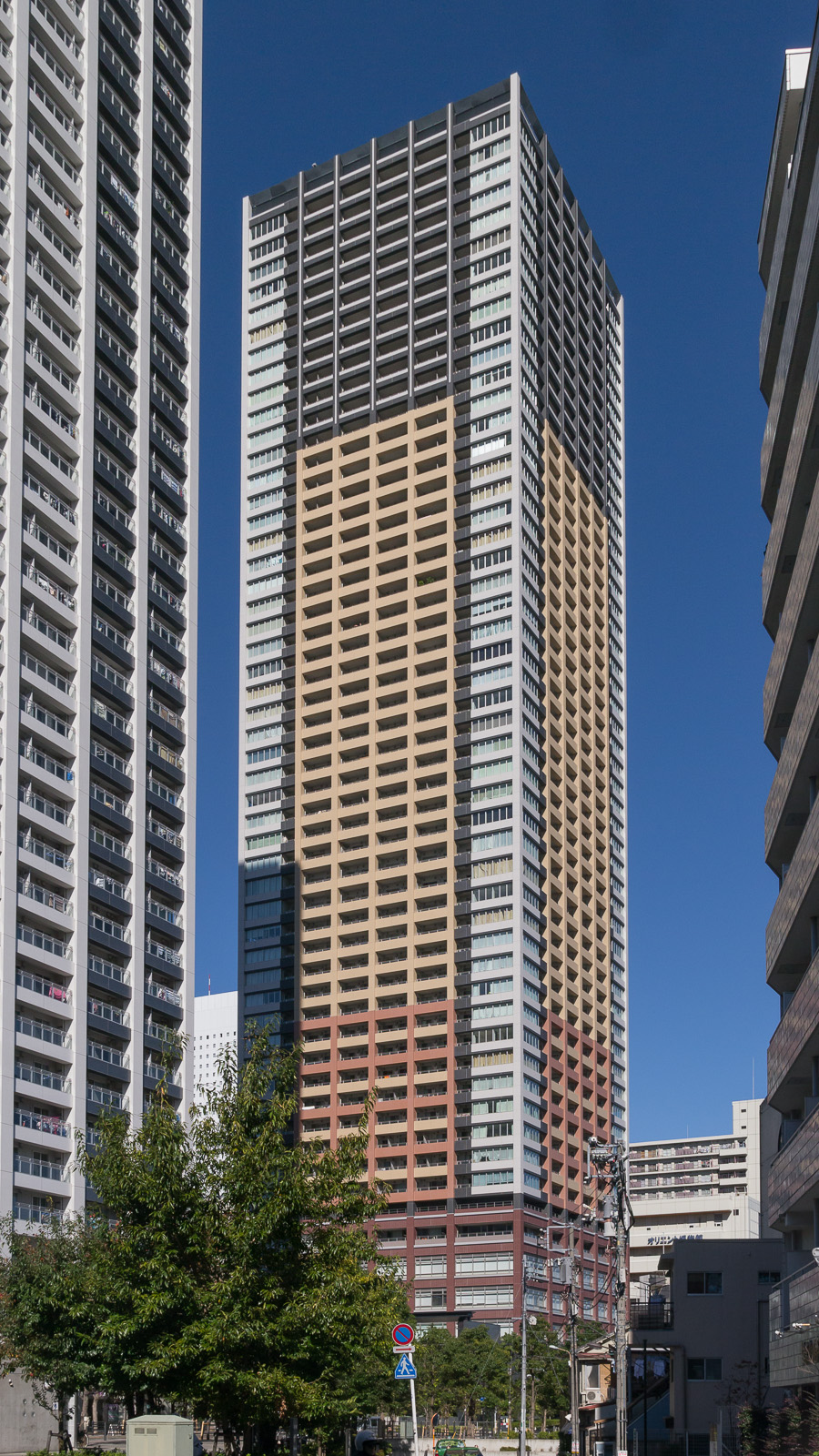

貓頭鷹塔（日语：アウルタワー）是位於日本東京都豐島區的一座53層高的超高層公寓。這座公寓在2008年2月動工，2011年1月竣工。建築地下有2層，地上有52層（其中7層至52層部分是住宅）。